# Повіт Кувана
Пові́т Кува́на (яп. 桑名郡, くわなぐん, МФА: [kuwana guɴ]) — повіт у префектурі Міє, Японія.